# بوب بارتليت
بوب بارتليت (بالإنجليزية: Bob Bartlett)‏ هو مراسل ميداني وعامل مناجم وسياسي أمريكي، ولد في 20 أبريل 1904 في سياتل في الولايات المتحدة، وتوفي في 11 ديسمبر 1968 في كليفلاند في الولايات المتحدة. حزبياً، نشط في الحزب الديمقراطي. وقد انتخب عضو مجلس النواب الأمريكي (3 يناير 1945 – 3 يناير 1959) وانتخب عضو مجلس الشيوخ الأمريكي عن دائرة ألاسكا (3 يناير 1959 – 11 ديسمبر 1968).